# Luigerahu
Luigerahu est une île d'Estonie en Väinameri.

## Géographie
Il s'agit d'une moraine. Elle se trouve à un demi-kilomètre au large de la côte occidentale de l'île de Ahelaid et fait partie de la Réserve naturelle des îlots de la région de Hiiumaa. 

## Géologie
L'île, de moins d'un mètre de hauteur, est recouverte d'un grand nombre de rochers et de petites pierres. Éparpillées dans une eau relativement peu profonde, les frontières de Luigerahu ne peuvent ainsi pas être déterminées de façon très précises.